# Alf (nome)
Alf  è un nome proprio di persona scandinavo maschile.

## Varianti
- Danese
  - Femminili: Elva[2]
- Islandese: Álfur
- Norvegese: Alv[3]
  - Femminili: Alva[4]
- Svedese
  - Femminili: Alva[4], Elva[2]

## Origine e diffusione

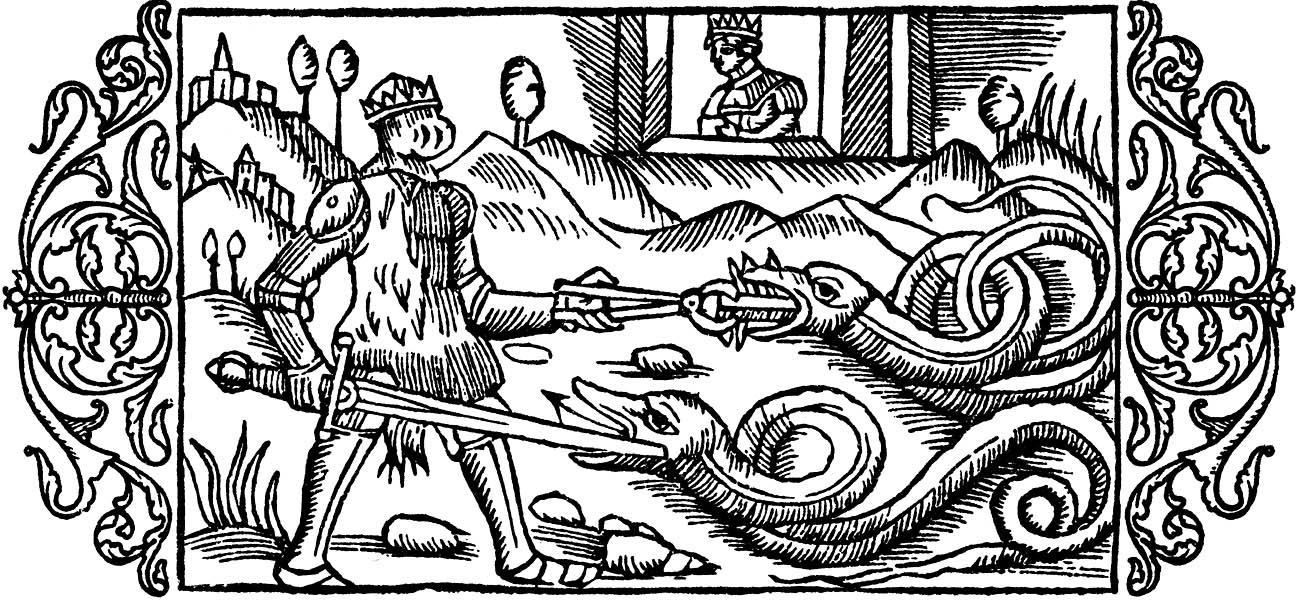
Alf secondo Olao Magno

Deriva dal norreno alfr, che significa "elfo", elemento riscontrabile anche nei nomi Alfio, Alfredo, Elfrida, Alfhild, Alwin e Alberico. Nella mitologia norrena Alf era un re che riuscì a convincere la sua riluttante promessa sposa a convolare a nozze battendosi contro di lei.
Va notato, comunque, che "Alf" può essere anche sia un diminutivo inglese di Alfredo che un diminutivo scandinavo di Adolfo. Anche sulle forme femminili è opportuno fare chiarezza: "Alva" infatti è anche un nome maschile inglese, di origine ebraica, mentre "Elva" può anche essere una forma anglicizzata femminile del nome irlandese Ailbhe.

## Onomastico
Non esistono santi chiamati "Alf", quindi il nome è adespota e l'onomastico ricadrebbe il 1º novembre, in occasione di Ognissanti; in varie nazioni sono però fissati onomastici laici. Nei casi in cui costituisca un diminutivo di Alfredo o Adolfo si può anche festeggiare nel loro stesso giorno.

## Persone

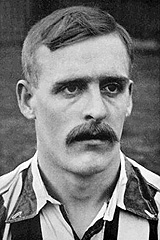
Alf Common

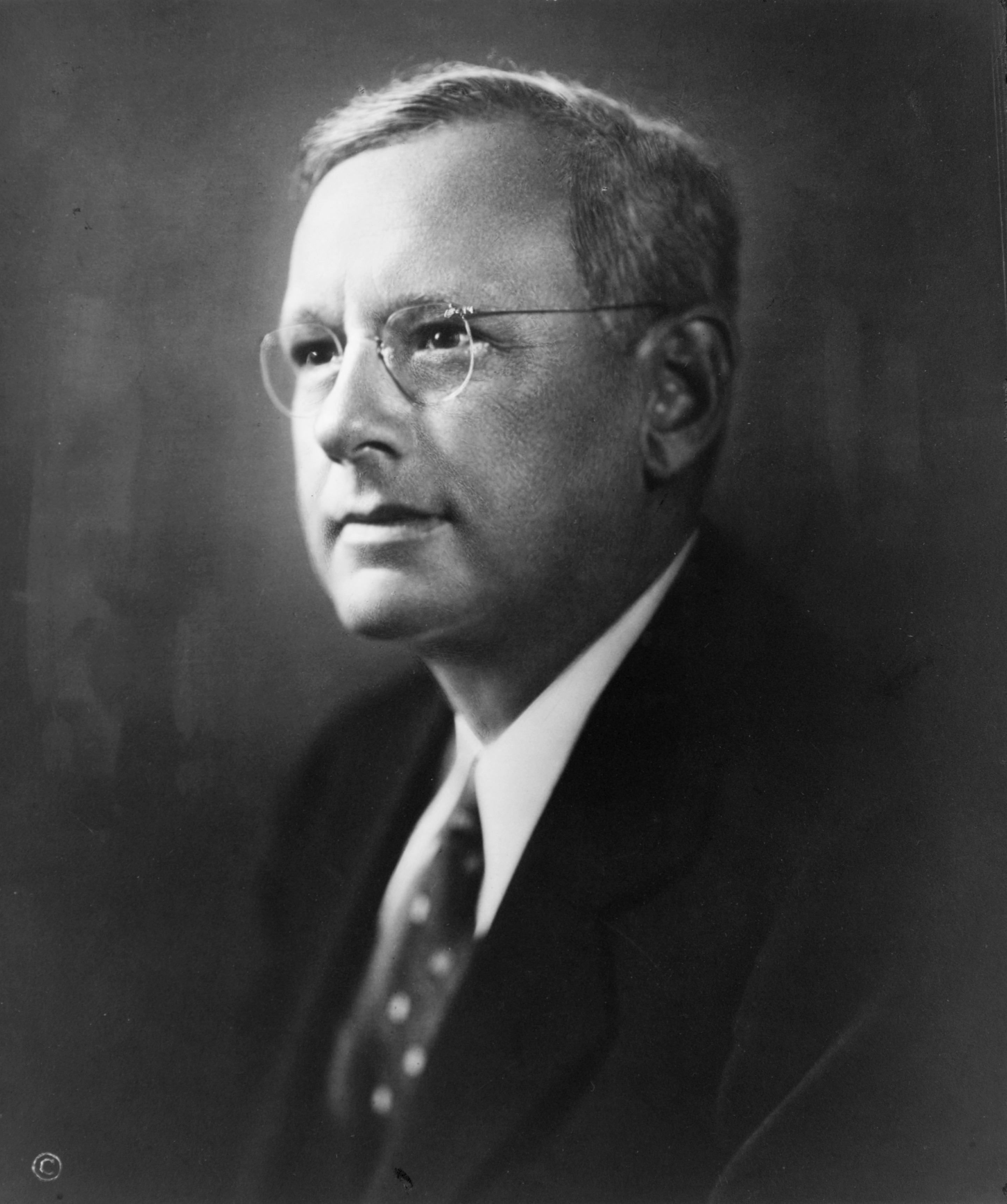
Alf Landon

- Alf Andersen, combinatista nordico e saltatore con gli sci norvegese
- Alf Arrowsmith, calciatore inglese
- Alf Baker, calciatore inglese
- Alf Clausen, compositore statunitense
- Alf Common, calciatore inglese
- Alf Engen, sciatore alpino, sciatore nordico e allenatore di sci statunitense
- Alf-Inge Håland, calciatore norvegese
- Alf Kjellin, regista e attore svedese
- Alf Landon, politico statunitense
- Alf Martinsen, calciatore norvegese
- Alf McMichael, calciatore britannico
- Alf Miles, calciatore inglese
- Alf Ramsey, calciatore e allenatore di calcio britannico
- Alf Ross, giurista danese
- Alf Segersäll, ciclista su strada svedese
- Alf Sjöberg, regista e attore svedese

### Varianti femminili

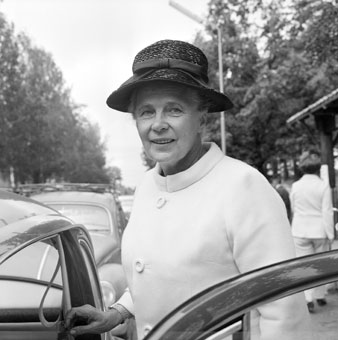
Alva Myrdal

- Alva Colquhuon, nuotatrice australiana
- Elva Hsiao, cantante e attrice taiwanese
- Alva Myrdal, diplomatica, politica e scrittrice svedese

## Il nome nelle arti
- Elva è un personaggio della serie di romanzi del Ciclo dell'Eredità, scritto da Christopher Paolini.
- Alva Starr è un personaggio del film del 1966 Questa ragazza è di tutti, diretto da Sydney Pollack.